# Bejeweled (videogioco)
Bejeweled (noto anche come Bejeweled Deluxe e precedentemente noto come Diamond Mine) è un videogioco rompicapo creato dalla PopCap Games nel 2001. È il primo gioco della serie Bejeweled.
Il gioco ha superato le 10 milioni di copie ed è stato scaricato più di 150 milioni di volte.

## Modalità di gioco
Il gioco ha 2 modalità:
- Modalità normale: Una volta avviata la partita appare un campo di gioco quadrato, su cui iniziano a cadere dall'alto una serie di gemme, di colore e forma differenti. Il campo così si riempie, formando una sorta di scacchiera. Il giocatore ha a disposizione dei comandi, che gli permettono di selezionare una gemma e scambiarla con una adiacente: una volta allineate tre gemme identiche, esse esplodono scomparendo dal campo di gioco, facendo cadere le gemme sovrastanti, e gli spazi vuoti che ne risultano in cima vengono riempiti da altre tre gemme, scelte a caso, che cadono dal bordo superiore, ricomponendo così la griglia completa. Il giocatore a questo punto deve tentare di comporre un altro filetto di tre gemme, e così via, fino a quando è possibile continuare a farlo: la partita termina quando non ci sono più possibilità di allineamento;
- Modalità a tempo: simile a quella Classica, ma in questo caso la barra dei progressi scenderà di secondo in secondo, mentre allineare le gemme farà salire la barra. Il gioco termina solo quando la barra dei progressi sarà a zero.

## Pubblicazione
La prima versione di Bejeweled, Diamond Mine, arrivò come browser game nel novembre del 2000.
Bejeweled Deluxe, una versione aggiornata di Bejeweled, aggiungeva dei sprite 3D prerenderizzati, delle musiche di sottofondo e una funzione di salvataggio. Questa versione venne inizialmente pubblicata il 30 maggio del 2001 per PC ed in seguito arrivò una versione per Mac OS X, sviluppata e pubblicata dalla MacPlay il 28 giugno 2002.
Il gioco è stato in seguito portato su varie piattaforme, i port per i dispositivi BlackBerry PDA, Palm OS e Windows Mobile vennero sviluppati e pubblicati dalla Astraware nel 2001.
La versione per la prima Xbox del gioco venne sviluppata dalla Oberon Media e venne pubblicato come un titolo Xbox Live Arcade scaricabile.
Bejeweled arrivò anche come web app per il browser di iOS Safari l'11 ottobre 2007. 
Nel 2008, Bejeweled arrivò anche come console plug-and-play distribuita dalla Jakks Pacific, questa versione è stata sviluppata da PopCap insieme alla HotGen. 
Una versione per l'iPod Clickwheel venne sviluppata e pubblicata dalla Astraware il 12 settembre 2006.
Bejeweled arrivò anche sui telefoni cellulari in formato Java Platform, Micro Edition da parte di Electronic Arts nel 2008.
Le versioni plug-and-play e per iPod di Bejeweled hanno la grafica e i suoni del suo sequel, Bejeweled 2, anziché la grafica e i suoni originali.

## La serie
A partire dal 2004, Bejeweled ha avuto dei sequel e vari spin-off.
 Bejeweled 2 
Uscito nel 2004, in questa versione sono state aggiunte nuove modalità (di cui altre 5 sbloccabili) quindi lo scopo del gioco cambia a seconda della modalità selezionata.
Alcune di queste
- Modalità Classica: simile alla modalità classica di Bejeweled, ma con l'aggiunta di nuove gemme speciali.
- Modalità a tempo: anche questa è presa dal primo Bejeweled.
- La modalità Puzzle ha invece un meccanismo diverso: per vincere si dovranno allineare (e quindi eliminare) tutte le gemme. In questo caso il giocatore ha a disposizione più tentativi per riuscirci, e nel caso ci si bloccasse, è disponibile il tasto AIUTO per ricevere un suggerimento dal gioco.
- La Modalità Sfida è disponibile solo dopo aver completato tutti i livelli della Modalità Puzzle. Questa modalità è identica a Puzzle, ma i livelli sono molti e, se si usa un Aiuto, il punteggio non viene calcolato.
- La modalità infinita (o anche Modalità Relax) è uguale alla Classica, ma infinita. Non si perderà mai e, di conseguenza, il punteggio non verrà inserito in classifica.

In Bejeweled 2 sono state introdotte anche delle speciali gemme.
 Bejeweled Twist 
Uscito nel 2008, lo scopo del gioco è uguale a quelli precedenti, ma si potranno girare 4 gemme in senso orario. La Modalità Classic è uguale a quella dei due capitoli precedenti. La Modalità Zen è infinita come quella di Bejeweled 2, tra le nuove modalità c'è anche la modalità Blitz, che consiste nel fare più punti possibili in 5 minuti. 
 Bejeweled Blitz 
Bejeweled Blitz è una versione di Bejeweled che consente di fare una partita di solo un minuto. Il gioco consiste dell'essere più veloce possibile per totalizzare il massimo dei punti possibili. La partita dura un minuto. Diventando sempre più abili nel gioco, si sbloccheranno dei Premi (Badges, in Inglese). In Bejeweled Blitz è possibile giocare anche su Facebook, creando un Team.
Oltre a quelle di Bejeweled 2, sono disponibili le seguenti gemme speciali:
- Gemma Elettrica: simile a quella di Bejeweled Twist. Si ottiene creando una serie di gemme dello stesso colore a "L" o a "T".
- Ipercubo: simile alla frutta in Bejeweled Twist. Si ottiene creando una serie di gemme dello stesso colore di 5.

 Bejeweled 3 
Bejeweled 3 è il quinto gioco della serie (nonché terzo gioco principale). Uscito nel 2010, è la versione "completa" di Bejeweled Blitz. Lo scopo di Bejeweled 3 è quello di allineare le Gemme, facendo più punti possibili.
La Modalità Classica è uguale a quella di Bejeweled 2. Lo scopo è quello di allineare le Gemme con 3 o più dello stesso colore. La partita termina al finire delle mosse.
La novità in Bejeweled 3 sta nella nuova modalità di gioco. Alcune di queste sono:
- Modalità Zen: simile alla Modalità Classica, ma infinita. Rispetto a Bejeweled 2 (la Modalità Infinita), è possibile personalizzare la propria partita Zen, con le Impostazioni che seguono.
  - Controllo del respiro: consente di mostrare graficamente o con l'audio o entrambi un controllo del respiro. Si può anche regolarne la velocità.
  - Suoni d'atmosfera: consente di sostituire (o di unire) la musica con dei suoni della Natura.
  - Mantra: consente di migliorare la propria autostima mostrando frasi. È possibile anche farle subliminali.
  - Battiti binaurali: consente di stimolare gli stati cerebrali. Sono necessarie le cuffie, e ci sono anche alcune avvertenze sulla Salute.
- Modalita Fulmine: Simile a Bejeweled Blitz. Un minuto di tempo per totalizzare più punti possibile. Al posto delle Gemme Moltiplicatore, sono presenti le Gemme del Tempo, che aggiungono 5 o 10 secondi. Al termine di una sessione, se disponibile tempo raccolto, le Gemme del Tempo si trasformano in Gemme di Fuoco (5 secondi) e Gemme di Fulmine (10 secondi).
- Modalità Missioni: l'obiettivo di questa modalità è quello di recuperare le 5 reliquie perdute di Bejeweled tramite delle missioni. Se si completeranno tutte le 40 missioni, si sbloccherà un filmato di congratulazioni.

Altri giochi
- Bejeweled Legend (2012, uscito solo in Giappone)
- Bejeweled Stars (2016)
- Bejeweled Champions (2020)